# زبان قبطی
زبان قِبطی واپسین مرحله از زبان‌های مصری و از خانواده زبان‌های آفریقایی-آسیایی است که از سال ۲۰۰ میلادی تا سال ۱۱۰۰ میلادی در مصر رایج بود و پس از سده ۱۷ میلادی این زبان جایگاه دیرین خود را از دست داد. دو گویشِ صَعیدی و بُحَیری این زبان از دیدگاه تاریخی اهمیت بیشتری دارند. گویش صعیدی تا سده یازدهم میلادی گویش غالب بود و گویش بحیری بعد از سده یازدهم گویش غالب بوده‌ است. در قرن اول میلادی مصری‌ها برای نوشتن این زبان از خط یونانی سود جستند.
اما پس از آن خط قبطی برای آن تدوین شد که تفاوت‌هایی با الفبای یونانی داشت. شمار افرادی که امروزه به این زبان صحبت می‌کنند حدود ۳۰۰ نفر است و هم اکنون این زبان، زبان دینی ارتدکس قبطی است.
این زبان بعد از فتح مصر به دست مسلمانان تدریجاً جای خود را به زبان عربی داد.
مهاجرت اعراب به مصر آنچنان افزایش یافت که این زبان در آن سرزمین مستهلک شد و تنها اقلیتی که بر دین مسیحیت باقی‌مانده بودند، آن را بکار می‌بردند، ولی پس از مدتها آنان نیز زبان خویش را فراموش کرده‌ و فقط کشیشان در کلیساها، زبان قبطی را بکار می‌برند. این زبان با آثار بازمانده از زبان قدیم مصر اختلاف زیادی ندارد.

## الفبا

حروف الفبای قبطی بر اساس گویش بحیری

گلیفهای الفبای قبطی براساس الفبای یونانی هستند که توسط حروف الفبای مصری دموتی تکمیل شده‌اند. این خط نخستین خط برای نگارش زبان‌های مصری بود.